# Гетто во Влощовой
Гетто во Влощовой— еврейское гетто, созданное нацистами в период оккупации Польши во время Второй мировой войны в городе Влощова Свентокшиского воеводства. Оно существовало с июля 1940 по сентябрь—октябрь 1942 гг.

## История
С началом Второй мировой войны большое количество евреев покинуло Влощову. Они бежали на восток, в советскую оккупационную зону. Однако, вскоре, многие из них вернулись обратно. Немецкие войска захватили город в первую неделю войны. Спустя некоторое время был создан юденрат. Его главой стал Ландау. С первых дней оккупации, нацисты начали отправлять евреев на принудительные работы, грабить их дома и магазины.
Влощова не пострадала от боёв, и уже в сентябре сюда хлынули еврейские беженцы из окрестных населённых пунктов, которые подверглись разрушениям от обстрелов и бомбардировок. На 10 марта 1940 года во Влощовой находилось 1455 еврейских беженцев. Год спустя их число выросло до 1538, в апреле 1942 — до 4277.
В конце 1939 года среди беженцев распространилась эпидемия сыпного тифа. В январе 1940 года немецкие власти потребовали от юденрата в течение двух дней создать госпиталь для больных. За сутки рабочие подготовили 25 кроватей и 25 одеял. Местные евреи пожертвовали постельное белье и одежду для больных. 27 января больница открылась. Также открылась еврейская клиника, функционировавшая до 1942 года.

## Гетто
Гетто в Влощовой было создано нацистами 10 июля 1940 года. Оно состояло из двух частей: Рыночной площади и района улицы Гурки, а также территорий улиц: Пжедборска, Слиска, Генся, Млечарска и Стодолна. В этом бедном и маленьком районе города в невероятно тесных условиях разметили более 4000 евреев. Немецкие жандармы ходили по улицам гетто и издевались над его узниками. Своей жестокостью стал известен фольксдойче из Лодзи по имени Елек, который убивал евреев для своего удовольствия. Нацисты конфисковали большую часть имущества узников гетто, и они остались практически без средств к существованию. Даже те, кто раньше помогал беженцам, теперь оказались в числе нуждающихся.
Влощовское гетто было ликвидировано в сентябре-октябре 1942 года. Сначала во Влощову прибыла группа гестаповцев, и через несколько дней немцы собрали всех евреев Влощовы на городской площади. Там от них отделили 250 человек: членов юденрата с семьями и ремесленников. Все остальных, около 5000 человек отправили в лагерь смерти Треблинка. В декабре 1942 года немцы ликвидировали оставшихся евреев Влощовой.